# Whittier (Kalifornia)
Whittier – miasto w Stanach Zjednoczonych, w stanie Kalifornia, w hrabstwie Los Angeles. W 2010 zamieszkiwało je 85 331 osób. Miasto leży na wysokości 112 metrów n.p.m. i zajmuje powierzchnię 37 km².
Prawa miejskie uzyskało 28 lutego 1898.